# Romeo Bertini
Romeo Luigi Bertini (Gessate, 21 aprile 1893 – Milano, 29 agosto 1973) è stato un maratoneta e mezzofondista italiano.

## Biografia
Di famiglia contadina lombarda, viveva in una cascina di Gessate e lavorava nei campi da bracciante. Talento naturale per la corsa, si distinse soprattutto come mezzofondista, esordendo sedicenne a Gorgonzola domenica 20 febbraio 1910, gara di 10 km conclusa al quarto posto. Inizialmente non aveva allenatore né società sportiva, quindi per allenarsi trovò servizio da volontario allo Zoo di Milano, nei Giardini di Porta Venezia, che raggiungeva ogni giorno correndo: il suo allenamento consisteva nel seguire (a volte precedere) l'omnibus a cavalli che da Gessate portava a Milano. Nel 1911 si tesserò per la società sportiva Agamennone Milano. Partecipò da caporal maggiore alla Prima guerra mondiale, poi promosso a sergente; nell'aprile 1917 venne ferito a un ginocchio e conseguì la medaglia di bronzo al valor militare. Ancora convalescente, domenica 10 giugno corse la Milano-Monza, conclusa undicesimo. Ristabilitosi e tornato a lavorare nei campi, corse ancora nel mezzofondo ma con risultati altalenanti, finché nel 1924 passò a correre alcune maratone, puntando a essere convocato alle Olimpiadi di Parigi 1924 proprio per quella competizione. Riuscì nell'intento, e domenica 13 luglio, dopo un rinvio di quasi due ore a causa del caldo, corse la maratona olimpica. Partendo dallo Stade de Colombes, passando dal paese di Saint-Ouen e ritornando allo stadio, vinse la medaglia d'argento con il tempo di 2h47'19"6, alle spalle del finlandese Albin Stenroos. Lo Zoo di Milano lo ricompensò con un posto fisso da guardiano. Nello stesso anno continuò a competere, e domenica 26 ottobre corse la Maratona di Torino, vincendola. Corse anche alle Olimpiadi di Amsterdam del 1928, domenica 5 agosto, ritirandosi prima dell'arrivo.
Passato poi alla società Sport Club Italia, fu attivo ancora come mezzofondista.
Ha poi continuato a lavorare allo zoo di Milano come guardiano, fino alla pensione.
Morto ottantenne, venne tumulato nel cimitero di Bruzzano, in un colombaro, fino al termine dell'ultima concessione.

## Palmarès
| Anno | Manifestazione  | Sede      | Evento   | Risultato | Prestazione | Note |
| ---- | --------------- | --------- | -------- | --------- | ----------- | ---- |
| 1924 | Giochi olimpici | Parigi    | Maratona | Argento   | 2h47'19"6   |      |
| 1928 | Giochi olimpici | Amsterdam | Maratona | dnf       | dnf         |      |

## Campionati nazionali
1924
- Oro ai campionati italiani di maratona - 3h00'38"3/5

1925
- Bronzo ai campionati italiani di maratonina (25 km) - 1h35'45"0

1926
- Argento ai campionati italiani di corsa campestre - 42'02"1/5